# Список членів Захисників
Захисники (англ. Defenders) — назва багатьох груп персонажів коміксів американського видавництва Marvel Comics.

## Defenders Vol. 4
| Персонаж           | Справжнє ім'я       | Приєднався (-лась) у                 |
| ------------------ | ------------------- | ------------------------------------ |
| Доктор Стрендж     | Стівен Стрендж      | «Defenders» Том 4 #1 (листопад 2011) |
| Неймор             | Неймор МакКензі     | «Defenders» Том 4 #1 (листопад 2011) |
| Срібний серфер     | Норрін Радд         | «Defenders» Том 4 #1 (листопад 2011) |
| Галк               | Брюс Баннер         | «Defenders» Том 4 #1 (листопад 2011) |
| Червона Жінка-Галк | Бетті Росс          | «Defenders» Том 4 #1 (листопад 2011) |
| Залізний кулак     | Деніел "Денні" Ренд | «Defenders» Том 4 #1 (листопад 2011) |
| Чорна Кішка        | Феліція Харді       | «Defenders» Том 4 #8                 |
| Людина-мураха      | Скотт Ленґ          | «Defenders» Том 4 #10                |

## Defenders Vol. 5
| Персонаж       | Справжнє ім'я           | Приєднався (-лась) у                |
| -------------- | ----------------------- | ----------------------------------- |
| Шибайголова    | Меттью Майкл Мердок     | «Defenders» Том 5 #1 (серпень 2017) |
| Джессіка Джонс | Джессіка Кампбелл Джонс | «Defenders» Том 5 #1 (серпень 2017) |
| Люк Кейдж      | Карл Лукас              | «Defenders» Том 5 #1 (серпень 2017) |
| Залізний кулак | Деніел "Денні" Ренд     | «Defenders» Том 5 #1 (серпень 2017) |

## Defenders Vol. 6
| Персонаж            | Справжнє ім'я  | Приєднався (-лась) у                |
| ------------------- | -------------- | ----------------------------------- |
| Замаскований рейдер | Н/Д            | «Defenders» Том 6 #1 (серпень 2021) |
| Доктор Стрендж      | Стівен Стрендж | «Defenders» Том 6 #1 (серпень 2021) |
| Хмара               | Н/Д            | «Defenders» Том 6 #1 (серпень 2021) |
| Червона Жінка-Галк  | Бетті Росс     | «Defenders» Том 6 #1 (серпень 2021) |
| Срібний серфер      | Норрін Радд    | «Defenders» Том 6 #1 (серпень 2021) |

## Кіновсесвіт Marvel
Члени Захисників з'являються в телесеріалі «Захисники». Кожен з нижченазваних Захисників має власний серіал.
| Персонаж       | Справжнє ім'я           | Актор (-ка)    | Перша поява                                               |
| -------------- | ----------------------- | -------------- | --------------------------------------------------------- |
| Шибайголова    | Меттью Майкл Мердок     | Чарлі Кокс     | «Шибайголова». Сезон 1, Епізод 1: «На рингу»              |
| Джессіка Джонс | Джессіка Кампбелл Джонс | Крістен Ріттер | «Джессіка Джонс». Сезон 1, Епізод 1: «Панянкам безплатно» |
| Люк Кейдж      | Карл Лукас              | Майк Колтер    | «Джессіка Джонс». Сезон 1, Епізод 1: «Панянкам безплатно» |
| Залізний кулак | Деніел "Денні" Ренд     | Фінн Джонс     | «Залізний кулак». Сезон 1, Епізод 1: «Сніг покаже шлях»   |